# Parathyma salvini
Parathyma salvini är en fjärilsart som beskrevs av Hans Fruhstorfer 1913. Parathyma salvini ingår i släktet Parathyma och familjen praktfjärilar. Inga underarter finns listade i Catalogue of Life.